# La donna del mare (Ibsen)
La donna del mare (Fruen fra havet) è un'opera teatrale in cinque atti di Henrik Ibsen. Fu scritta nel 1888, durante il periodo (1868-1895) di soggiorno dell'autore in Germania.

## Trama
Estate, in una piccola città di bagni in riva a un fiordo, sulle coste settentrionali della Norvegia. Ellida, moglie di seconde nozze del dottor Wangel, vive con il marito e le due figlie di lui, avute da un altro legame. Il mare è un elemento indispensabile del dramma: infatti esso è amato da Ellida profondamente, visto che la donna si sente legata a un uomo misterioso, di cui non si sa il nome e di cui Ellida sta aspettando il ritorno. L'uomo alla fine giungerà ed Ellida si troverà di fronte a una difficile scelta tra l'amore passionale e sconosciuto o l'amore coniugale e sicuro. Lo stesso Wangel lascerà libera la moglie nella sua scelta: ella, apprezzando la generosità di lui e allo stesso tempo sentendosi libera, sceglierà infine di rimanere insieme al marito.

## Poetica
Si tratta di una delle grandi opere della maturità, nella quale convivono naturalismo e simbolismo, suggestioni filosofiche e introspezione psicologica, moralismo e poesia. In esse viene delineato in maniera tormentata e provocatoria il dramma della borghesia, che si sviluppa nella quotidianità e nell’inseguimento dei suoi miraggi.

## Rappresentazioni
La prima di Fruen fra havet è stata messa in scena il 12 febbraio 1889 al Christiania Theater di Kristiania (l'attuale Oslo).
La prima italiana de La donna del mare è stata il 3 febbraio 1894 al Teatro dei Filodrammatici di Milano dalla compagnia Beltramo-Della Guardia, con Clara Della Guardia nella parte di Ellida.

## Adattamenti

### Cinema
- The Lady from the Sea, regia di Lucius Henderson (1911)
- The Lady from the Sea, regia di Raymond B. West (1916)
- La donna del mare, regia di Nino Valentini (1922)
- The Lady from the Sea, regia di Castleton Knight (1929)
- La dama del mar, regia di Mario Soffici (1954)
- La donna del mare, regia di Sergio Pastore (1984)

### Televisione
- La donna del mare, regia di Franco Enriquez, con Evi Maltagliati (Ellida), Memo Benassi, Giulia Lazzarini, Anna Menichetti, Ottorino Guerrini, Davide Montemurri, Tino Bianchi, Paolo Carlini, trasmesso dalla Rai il 6 luglio 1956[5]
- La donna del mare, regia di Mario Landi, con Anna Proclemer (Ellida), Massimo Girotti, Adriana Vianello, Paola Quattrini, Giulio Bosetti, Davide Montemurri, Giulio Girola, Giorgio Albertazzi, trasmesso dalla Rai il 4 dicembre 1961[6]
- La donna del mare, regia di Sandro Sequi, con Ileana Ghione (Ellida), Alfredo Senarica, Claudio Trionfi, Marisol Gabrielli, Silvana Panfili, Virginio Gazzolo, Tullio Valli, Mario Mattia Giorgetti, trasmesso dalla Rai il 14 dicembre 1973[7]
- La donna del mare (Fruen fra havet), regia di Per Bronken, con Liv Ullmann (produzione Norsk rikskringkasting, 1979), trasmesso dalla Rai il 25 gennaio 1982[8]
- La donna del mare, regia di Gianni Serra, con Marina Malfatti (Ellida), Massimo De Francovich, Emilio Bonucci, Irene Grazioli, Virginia Bianco, Wilma D'Eusebio, Toni Bertorelli, trasmesso dalla Rai il 27 settembre 1993[9]

## Edizioni
- La donna del mare, traduzione di Paolo Rindler ed Enrico Polese Santarnecchi, Milano, Max Kantorowicz, 1894, 108 p.
- La donna del mare, traduzione di Anita Rho, Torino, Einaudi, Collezione di teatro n. 167, 1973, 108 p., ISBN 9788806371432